# Jean-Christophe Bette
Jean-Christophe Bette (* 3. Dezember 1977 in Saint-Germain-en-Laye) ist ein ehemaliger französischer Leichtgewichts-Ruderer. 

## Karriere
Der 1,86 m große Bette von Sport Nautique Compiègnois gewann 1997 und 1998 im Leichtgewichts-Vierer ohne Steuermann den Nations Cup, die damals noch inoffiziellen U-23-Weltmeisterschaften im Rudern. Bei den Weltmeisterschaften 1998 ohne Altersbegrenzung siegte er zusammen mit Vincent Montabonel im Leichtgewichts-Zweier ohne Steuermann. Im Jahr darauf belegte er bei den Weltmeisterschaften 1999 zusammen mit Jean-Baptiste Dupy den vierten Platz. 2000 stieg Bette in die olympische Bootsklasse Leichtgewichts-Vierer um, beim Weltcup in München und in Luzern siegte der französische Leichtgewichts-Vierer und brachte sich damit in die Favoritenposition für den Saisonhöhepunkt. Bei den Olympischen Spielen in Sydney siegte die französische Equipe mit Xavier Dorfman am Schlag, Jean-Christophe Bette, Yves Hocdé und Bugmann Laurent Porchier vor den australischen Ruderern und den Dänen. Bei den Ruder-Weltmeisterschaften 2001 erkämpfte der Leichtgewichts-Vierer in der Besetzung des Olympiasiegs die Bronzemedaille; alle vier Ruderer saßen auch im französischen Leichtgewichts-Achter und erhielten in dieser Bootsklasse die Goldmedaille. Nach den Weltmeisterschaften 2001 beendeten Porchier und Hogdé ihre Karrieren und auch Dorfman trat jetzt deutlich kürzer. 
Bei den Ruder-Weltmeisterschaften 2002 saß Bette als Schlagmann mit Franck Bussiere, Pascal Touron und Erwan Peron aus dem Gold-Achter des Vorjahres im neuen Leichtgewichts-Vierer, der den sechsten Platz belegte. Nach einer verkorksten Saison 2003, in der die Olympiaqualifikation für 2004 misslang, belegte Bette bei den Ruder-Weltmeisterschaften 2004 zusammen mit Erwan Peron den fünften Platz im ungesteuerten Leichtgewichts-Zweier. 2005 gehörte Bette zur Crew im völlig neu besetzten Leichtgewichts-Vierer und gewann den Titel bei den Weltmeisterschaften in Gifu. Im Jahr darauf siegte bei den Weltmeisterschaften in Eton der chinesische Vierer, die Franzosen erhielten die Silbermedaille. 2007 in München erruderten die Franzosen erneut die Silbermedaille, diesmal hinter den Briten. Bei den olympischen Spielen 2008 belegte das Boot mit Guillaume Raineau auf Position 2 für Jeremy Pouge den vierten Platz hinter den Vierern aus Dänemark, Polen und Kanada.
2009 bildeten Fabien Tilliet und Jean-Christophe Bette einen Leichtgewichts-Zweier ohne Steuermann, der auf Anhieb den Titel bei den Weltmeisterschaften gewinnen konnte. Zum Saisonausklang 2009 ruderten Tilliet und Bette bei den Europameisterschaften zum Titel im ungesteuerten Leichtgewichts-Vierer. 2010 gewannen Tilliet und Bette den Titel sowohl bei den Europameisterschaften als auch bei den Weltmeisterschaften. 2011 wechselten die beiden für die Weltmeisterschaften in den Achter und belegten in dieser Bootsklasse zehn Jahre nach Bettes Weltmeistertitel im Achter den vierten Platz. Zum Abschluss seiner Karriere gewann Bette zusammen mit Tilliet 2012 noch einmal Weltmeisterschafts-Bronze im Zweier.

## Internationale Medaillen
(OS=Olympische Spiele; WM=Weltmeisterschaften; EM=Europameisterschaften)
- WM 1998: Gold im Leichtgewichts-Zweier ohne Steuermann (Vincent Montabonel, Jean-Christophe Bette)
- OS 2000: Gold im Leichtgewichts-Vierer ohne Steuermann (Laurent Porchier, Yves Hocdé, Jean-Christophe Bette, Xavier Dorfman)
- WM 2001: Bronze im Leichtgewichts-Vierer ohne Steuermann (Laurent Porchier, Yves Hocdé, Jean-Christophe Bette, Xavier Dorfman)
- WM 2001: Gold im Leichtgewichts-Achter (Jean-Baptiste Dupy, Erwan Peron, Laurent Porchier, Franck Bussiere, Pascal Touron, Jean-Christophe Bette, Yves Hocdé, Xavier Dorfman und Steuermann Christophe Lattaignant)
- WM 2005: Gold im Leichtgewichts-Vierer ohne Steuermann (Franck Solforosi, Jean-Christophe Bette, Jeremy Pouge, Fabien Tilliet)
- WM 2006: Silber im Leichtgewichts-Vierer ohne Steuermann (Franck Solforosi, Jean-Christophe Bette, Jeremy Pouge, Fabien Tilliet)
- WM 2007: Silber im Leichtgewichts-Vierer ohne Steuermann (Franck Solforosi, Jean-Christophe Bette, Jeremy Pouge, Fabien Tilliet)
- WM 2009: Gold im Leichtgewichts-Zweier ohne Steuermann (Fabien Tilliet, Jean-Christophe Bette)
- EM 2009: Gold im Leichtgewichts-Vierer ohne Steuermann (Jean-Christophe Bette, Franck Solforosi, Fabien Tilliet, Fabrice Moreau)
- EM 2010: Gold im Leichtgewichts-Zweier ohne Steuermann (Fabien Tilliet, Jean-Christophe Bette)
- WM 2010: Gold im Leichtgewichts-Zweier ohne Steuermann (Fabien Tilliet, Jean-Christophe Bette)
- WM 2012: Bronze im Leichtgewichts-Zweier ohne Steuermann (Fabien Tilliet, Jean-Christophe Bette)